# Julius Edgar Lilienfeld
assinatura

Julius Edgar Lilienfeld (18 de abril de 1882 – 28 de agosto de 1963) foi um engenheiro elétrico e físico americano creditado com a primeira patente do transistor de efeito de campo em 1925. Ele nunca conseguiu construir um dispositivo semicondutor prático funcional baseado em seu conceito. Além disso, devido à sua falha em publicar artigos em periódicos científicos e à indisponibilidade de materiais semicondutores de alta pureza, sua patente de FET nunca alcançou fama, causando confusão para inventores posteriores.

## Início de vida
Lilienfeld nasceu em uma família judaica em Lemberg (atual Lviv) na parte austríaca do Império Austro-Húngaro. O pai de Lilienfeld era o advogado Sigmund Lilienfeld, sua mãe Sarah Jampoler Lilienfeld.

## Educação
Após concluir o ensino médio em 1899, entre 1900 e 1904, Lilienfeld estudou na Friedrich-Wilhelms-Universität (renomeada Universidade Humboldt em 1949), em Berlim, onde recebeu seu Ph.D. em 18 de fevereiro de 1905. Em 1905, ele começou a trabalhar no instituto de física da Universidade de Leipzig como professor não titular.

## Carreira
O início da carreira de Lilienfeld, na Universidade de Leipzig, foi marcado por importantes trabalhos iniciais sobre descargas elétricas no "vácuo", entre eletrodos metálicos, a partir de aproximadamente 1910. Sua paixão inicial era esclarecer como esse fenômeno mudava conforme as técnicas de preparação do vácuo melhoravam. Mais do que qualquer outro cientista, ele foi responsável pela identificação da emissão de elétrons por campo como um efeito físico distinto. (Ele a chamou de "emissão auto-eletrônica" e estava interessado nela como uma possível fonte de elétrons para tubo de raios-X miniaturizados, em aplicações médicas.) Lilienfeld foi responsável pelo primeiro relato confiável em inglês da fenomenologia experimental da emissão de elétrons por campo, em 1922. O efeito foi explicado por Fowler e Nordheim em 1928.
Lilienfeld mudou-se para os Estados Unidos em 1921 para dar seguimento às suas reivindicações de patentes, renunciando à sua cátedra em Leipzig para permanecer permanentemente em 1926. Em 1928, ele começou a trabalhar na Amrad em Malden, Massachusetts, posteriormente chamada Ergon Research Laboratories, de propriedade da Magnavox, que fechou em 1935.
Nos Estados Unidos, Lilienfeld pesquisou filmes de óxido de alumínio anódico, patenteando o capacitor eletrolítico em 1931, método que continuou a ser usado ao longo do século. Ele também inventou um transistor "semelhante ao FET", registrando várias patentes descrevendo a construção e operação de transistores, bem como muitas características dos transistores modernos. (A patente americana #1.745.175 para um transistor semelhante ao FET foi concedida em 28 de janeiro de 1930.) Quando Brattain, Bardeen e seu colega químico Robert Gibney tentaram obter patentes para seus primeiros dispositivos, a maioria de suas reivindicações foi rejeitada devido às patentes de Lilienfeld.
A radiação óptica emitida quando elétrons atingem uma superfície metálica é chamada "Radiação de Lilienfeld" após ele tê-la descoberto próximo a ânodos de tubo de raios X. Sua origem é atribuída à excitação de plásmons na superfície metálica.
A Sociedade Americana de Física nomeou um de seus principais prêmios em homenagem a Lilienfeld.

## Vida pessoal
Lilienfeld era um judeu asquenaze de língua alemã que era cidadão da Áustria-Hungria e posteriormente obteve dupla cidadania nos Estados Unidos e na Polônia. Ele se casou com uma americana, Beatrice Ginsburg, em Nova York em 2 de maio de 1926. Eles moraram em Winchester, Massachusetts, onde Lilienfeld foi diretor dos Laboratórios de Pesquisa Ergon em Malden, tornando-se cidadão dos Estados Unidos em 1934. Após o fechamento do laboratório em 1935, ele e sua esposa construíram uma casa em São Tomás nas Ilhas Virgens Americanas na esperança de escapar de uma alergia ao trigo, da qual Lilienfeld sofria desde a maior parte de sua vida. Lilienfeld viajava frequentemente entre São Tomás e vários locais do continente e continuou a testar novas ideias e patentear os produtos resultantes.

## Patentes
- US 1122011
- US 1218423
- US 1745175
- US 1900018
- US 1877140
- US 2013564